# 奥宮衛
奥宮 衛（おくみや まもる、1860年11月29日（万延元年10月17日）- 1933年（昭和8年）1月7日）は、日本の海軍軍人、政治家。最終階級は海軍少将。横須賀市長。

## 経歴
土佐国土佐郡潮江村（現・高知県高知市）で、土佐藩士・奥宮暁峰（正路）、亀江の二男として生まれる。1883年10月、海軍兵学校（10期）を卒業し、1886年4月、海軍少尉任官。
以後、「武蔵」分隊長、「海門」分隊長、海兵砲術教官兼生徒分隊長、「龍驤」分隊長兼教官、横須賀鎮守府海兵団分隊長などを歴任。日清戦争には「厳島」分隊長、「高雄」分隊長として参戦。1898年3月、「笠置」回航委員として米国へ出張し、1899年5月に帰国した。
日露戦争に「扶桑」艦長心得として出征。1905年1月、海軍大佐に昇進し「松島」艦長に発令され、日本海海戦に参加した。その後、「出雲」艦長、「壱岐」艦長、海軍砲術学校長、「三笠」艦長、横須賀海兵団長などを務め、1911年4月12日、海軍少将に進級し横須賀水雷団長となる。同年12月1日、待命、1912年12月1日、予備役、1916年10月7日、後備役となり、1921年10月7日に退役した。
1917年10月6日から1924年8月16日まで、途中神奈川県理事官の市長職務管掌の期間があるが、約7年間横須賀市長を務めた。在任中、上下水道の整備、海軍助成金制度の実現、市立女子技芸学校の開校、関東大震災復興に尽力した。

## 栄典
位階
- 1886年（明治19年）7月8日 - 正八位[7]
- 1891年（明治24年）12月16日 - 従七位[8]
- 1897年（明治30年）3月1日 - 従六位[9]
- 1898年（明治31年）10月31日 - 正六位[10]
- 1903年（明治36年）12月25日 - 従五位[11]
- 1909年（明治42年）3月1日 - 正五位[12]
- 1912年（大正元年）12月28日 - 従四位[13]

勲章等
- 1889年（明治22年）11月29日 - 大日本帝国憲法発布記念章[14]
- 1895年（明治28年）11月18日 - 勲六等瑞宝章・功五級金鵄勲章[15]・明治二十七八年従軍記章[16]
- 1900年（明治33年）5月31日 - 勲五等瑞宝章[17]
- 1901年（明治34年）5月31日 - 勲四等旭日小綬章[18]
- 1902年（明治35年）5月10日 - 明治三十三年従軍記章[19]
- 1906年（明治39年）4月1日 - 功四級金鵄勲章・勲三等旭日中綬章・明治三十七八年従軍記章[20]
- 1915年（大正4年）11月10日 - 大礼記念章（大正）[21]

## 著作
- 大久保朝子編『祖父奥宮衛』大久保朝子、2005年。

## 親族
- 妻 奥宮雛（桜井規矩之左右海軍少将の妹）[5]
- 伯父 奥宮慥斎（儒学者）[4]
- 従兄弟 奥宮健之（自由民権運動家）[4]

## 伝記
- 田川五郎『横須賀軍人市長奥宮衛とその時代』中央公論事業出版、2012年。